# کلارو
کلارو (انگلیسی: Claro) شرکت مخابرات برزیلی است، که در سال ۱۹۳۹ تأسیس شد. کلارو در آرژانتین، برزیل، شیلی، کلمبیا، کاستاریکا، جمهوری دومینیکن، اکوادور، السالوادور، گواتمالا، هندوراس، نیکاراگوئه، پاناما، پاراگوئه، پرو، پورتوریکو و اروگوئه به مشتریان خدمات ارائه می‌دهد. نام این شرکت در پرتغالی و اسپانیایی به معنای «روشن»، «واضح» یا «البته» است.